# Nicolas Tournier

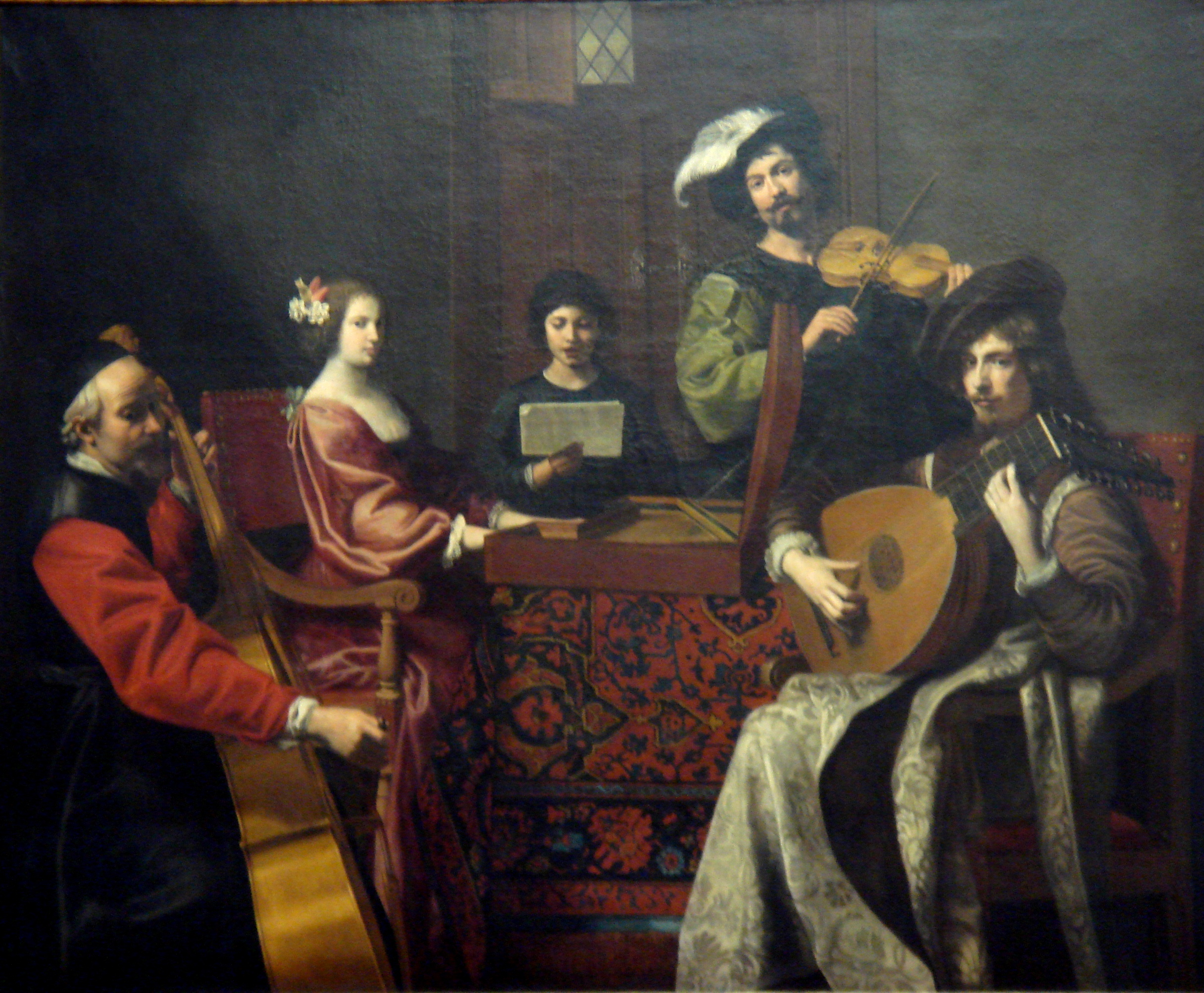
El concierto, 1630-1635.

Nicolas Tournier (Montbéliard, 1590-Toulouse, 1639) fue un pintor barroco francés.
Perteneció al grupo de los caravaggistas franceses, estilo bien representado en las provincias aunque su influencia nunca alcanzase a París, al que también pertenecieron artistas como Trophime Bigot o Georges de La Tour.
La actividad artística de Tournier se puede resumir en dos períodos, el primero centrado en Roma, donde vivió entre 1619 y 1626. Allí pudo conocer de primera mano la obra de Caravaggio que influyó decisivamente en sus obras religiosas de este periodo, junto con la de su discípulo Bartolomeo Manfredi, que le inspiró obras de género como la Reunión de bebedores de Le Mans. La segunda etapa de su vida transcurrió en Toulouse, ciudad a la que llegó en 1632. Allí pintó un Cristo en la cruz para la Iglesia de los Mínimos y un Cristo descendido de la cruz para la Catedral de Saint Étienne, consideradas ambas entre sus obras capitales. También el Tobías y el Ángel de la Catedral de Narbona o la Victoria de Constantino del Museo de Toulouse, de enormes dimensiones y un naturalismo matizado por el recuerdo de Giulio Romano. En el Museo del Prado de Madrid se conserva otra importante obra suya, representando La negación de san Pedro.
Su estilo pictórico, aunque sigue en lo esencial el gusto impuesto entre los caravaggistas, caracterizado por las luces contrastadas, los temas profanos y un tono general desmitificador, se ve siempre matizado por un mayor refinamiento y elegancia en las posturas, de raíz aún manierista, menos atraído por los tipos vulgares que sus compañeros caravaggistas. Sus cuadros se recrean en la plasmación pormenorizada del detalle (telas, joyas, peinados, vestiduras), con una cuidada y armoniosa selección de la gama cromática. Asimismo, los tipos humanos tienden a la idealización y se distribuyen en el espacio siguiendo esquemas geométricos. Todas estas características alejan en parte su arte de los postulados caravaggistas y lo aproximan a la otra gran escuela pictórica italiana del Barroco: el clasicismo boloñés.